# Spherillo grisescens
Spherillo grisescens är en kräftdjursart som beskrevs av Gustav Budde-Lund 1902. Spherillo grisescens ingår i släktet Spherillo och familjen Armadillidae. Inga underarter finns listade i Catalogue of Life.